# 보건용 마스크
보건용 마스크(保健用mask)는 미세먼지 입자나 공기 전파 세균 · 바이러스 등으로부터 착용자를 보호하기 위한 호흡용 보호구이다. 보통 면이나 부직포 성상의 TPE재질 등으로 입과 코를 가리고 귀를 걸쳐 머리에 부착하여 착용하는 행태이다. 기술의 발달로 천 대신 공기 중의 필터링 대상을 효과적으로 제어하기 위해 직물 이외에도 다양한 재질이 사용되고 있다.
수술용 마스크나 방한용 마스크와는 그 기능과 쓰임이 다르다. 다시 말해 일반적인 방한용 마스크와 수술용 마스크는 미세먼지나 바이러스를 막아주는 기능이 떨어진다.

## 역사
독을 막기 위해 마스크로 얼굴을 가리는 습관은 고대 로마 시대에도 기록되어 있다. 17세기에는 흑사병이 미아즈마 때문이라고 믿은 의사들이 이로부터 자신을 보호하기 위해 흑사병 의사 복장을 하였다.
19세기 말부터 유럽 의사들이 수술할 때 마스크를 쓰기 시작했다. 1910년 만주 페스트 때 의사 오진덕은 서양의 면 마스크를 개량하여 보급하였는데, 이 때 의사와 군인뿐만이 아니라 일반 시민들도 마스크를 쓰기 시작했다. 이후 1918년 스페인 독감이 전세계적으로 범유행했을 때 방역을 위해 마스크를 쓰는 것이 세계적인 기준이 되었다.
코로나19 범유행으로 인해 수요가 증가하면서 일부 국가는 자국에서 생산한 마스크를 다른 나라로 수출하는 것을 제한하였다.

## 한국의 보건용 마스크

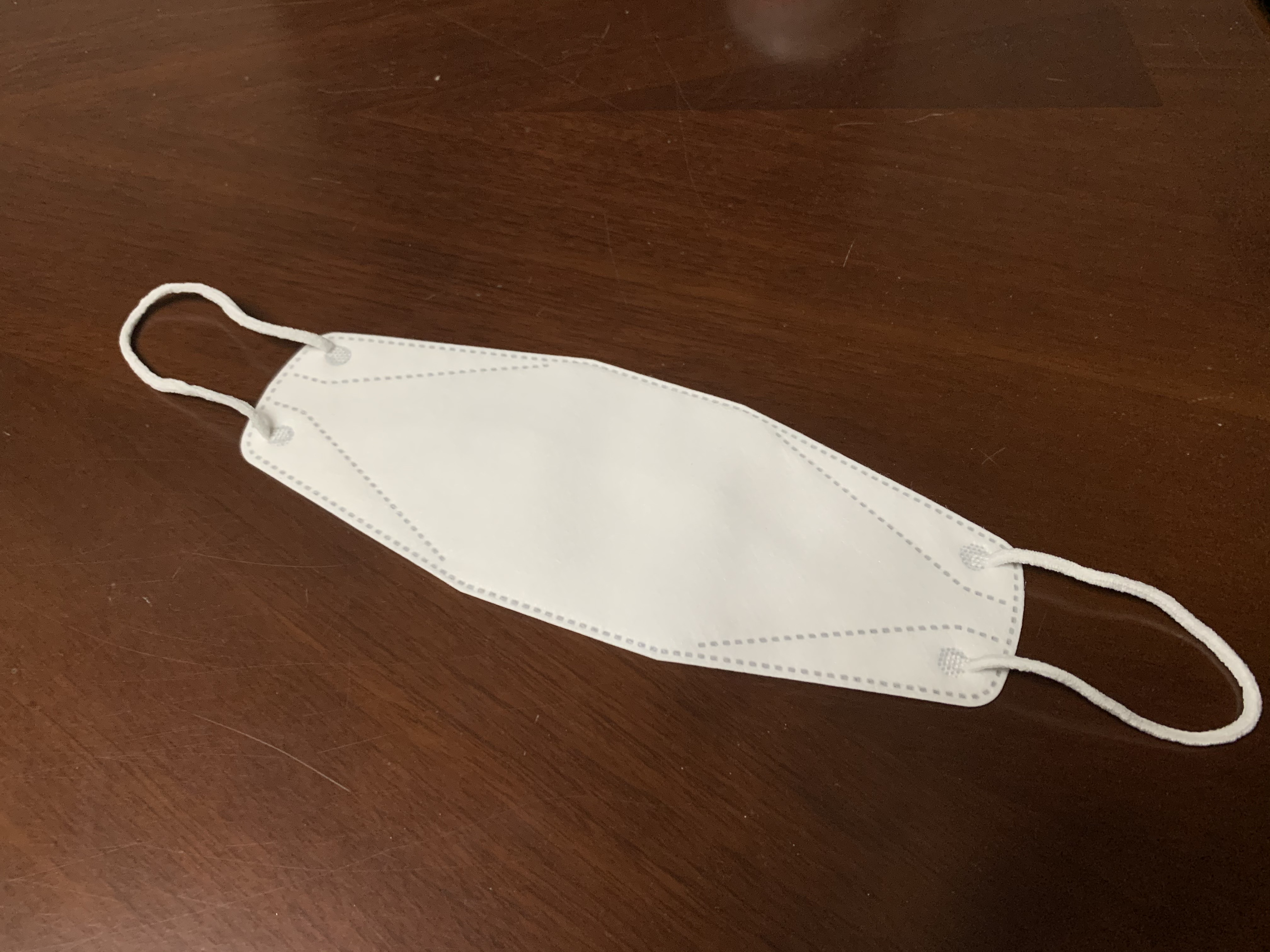
KF94 인증을 받은 보건용 마스크

대한민국의 경우 보건복지부와 식품의약품안전처는 국민 보건 및 안전 그리고 건강을 위해 2009년 7월 전후해서 '보건용 마스크의 기준 규격에 대한 가이드라인 제정'을 시행하고 있다. 포장지에 '의약 약품'이라는 문자가 있으며 KF80, KF94, KF99 세종류가 있다. 2020년 6월에 여름철 더워진 날씨로 인해 수술용 마스크 수요가 증가함에 따라 비말 차단용 마스크로 KF-AD등급이 신설되었다.
한국의 보건용 마스크는 식품의약품안전처의 KF(Korea Filter) 등급으로 나뉜다.
| 등급 및 기준 | 분진포집효율(μm) | 안면부흡기저항 | 누설률      | 적용 예            |
| ------------ | ---------------- | -------------- | ----------- | ------------------ |
| KFAD         | 50 % 이상(0.6)   |                |             | 비말(침방울)차단용 |
| KF80         | 80 % 이상(0.6)   | 60 Pa 이하     | 25.0 % 이하 | 황사 방지용        |
| KF94         | 94 % 이상(0.4)   | 70 Pa 이하     | 11.0 % 이하 | 방역용             |
| KF99         | 99 % 이상(0.4)   | 100 Pa 이하    | 5.0 % 이하  |                    |

분진포집효율(粉塵捕執效率)은 공기를 들이마실 때 마스크가 먼지를 걸러주는 비율을 말하며, 한국형 필터(Korea Filter,KF)의 필터링의 주요 성능 중 하나이다. 한편 필터링의 효율은 안면부흡기저항과 적절한 상관관계를 고려해서 착용 시 주의를 기울여야한다.
안면부 흡기저항(顔面部吸氣抵抗)은 공기를 들이마실 때 마스크 내부가 받는 저항을 말하며, 호흡 시 흡입력에 대한 호흡의 난이도와도 관련되지만 동시에 마스크와 안면부 접합의 밀폐 용이성과도 관계있다는 점에서도 중요하다. KF99 마스크를 사용한다고 모두에게 다 좋은 게 아니라, 연령대와 자신의 건강, 호흡기관의 상태에 따라 자신에게 잘 맞는 마스크를 사용하여야 한다.
누설률(漏泄率/漏洩率)은 마스크와 얼굴 사이의 틈새로 공기가 새는 비율을 말한다.

## N95 마스크
한편 의료용 마스크(또는 일회용 마스크)로 불리는 N95(Not resistant to oil, 95% -NIOSH 기준) 마스크는 기름 성분에 대해 저항성은 없지만 에어로졸을 포함하는 공기중에 떠다닐수있는 0.3µm 미세입자를 95%이상에서 필터링의 효과를 가리킨다. 1회용 마스크의 착용 및 사용시간은 제품성능마다 다르나 일반적으로 4시간을 권장하는 것으로 알려져있다. 또한 감염전문가들은 보호장비의 적절한 착용만큼이나 보호장비의 탈의 과정중의 교차오염 방지를 중요하게 강조한다.

## 산업용 마스크
한편 산업용 마스크는 산업현장에서  안전과 보건을 위해 사용되도록 성능기준이 정하여진 방진마스크(dust respirator)를 가리킨다. 이는 보건복지부에서 정하는 KF시리즈보다  적합성을 요구하는 항목이 더 많다. 호흡용 보호구(respirator)에 속한다.

## 천마스크
천(면 등)으로 된 세탁 가능한 천마스크는 보통 방한용 마스크로 잘 알려져있다. 이러한 마스크 역시 적절한 사용방법으로 일상생활에서 충분한 감염예방효과를 볼 수 있다고 전문가들은 언급하고 있다.

## 같이 보기
- 마스크 5부제
- 방독 마스크
- HEPA
- 코로나바이러스감염증-19